# Língua kumzari
Kumzari (em persa: کومزاری, em árabe: لغة كمزارية) é uma língua iraniana do sudoeste, que é semelhante às línguas persa, achomi e luri. Embora vulnerável, sobrevive hoje com 4 mil a 5 mil falantes. É falado por kumzaris na costa Kumzar da Península de Musandam, norte de Omã. Essa é a única língua iraniana falada exclusivamente na Península Arábica. Kumzaris também podem ser encontrados nas cidades de Doba (Xarja), Emirados Árabes Unidos, Khasab, Omã, bem como em várias aldeias, e em Larak, Irã Os falantes são descendentes de pescadores que habitavam a costa do Golfo Pérsico e do Golfo de Omã.

## Localização
O nome Kumzari deriva da vila montanhosa historicamente rica de Kumzar. A língua tem dois grupos principais de falantes, um de cada lado do Estreito de Ormuz: pela tribo Shihuh da Península de Musandam e pela comunidade Laraki da ilha de Larak no  Irã. Na Península de Musandam, a população de Kumzar concentra-se em Omã, na aldeia de Kumzar e num bairro de Khasab conhecido como Harat al-Kumzari. Além disso, Kumzari é encontrada em Doba (Xarja) e nas aldeias costeiras de Elphinstone e Malcolm Inlets. É a língua materna dos pescadores descendentes do Iêmen conquistador de Omã, Malek bin Faham (em árabe: مالك بن فهم). Com base em evidências linguísticas, a presença de kumzaris na região arábica existe antes da [conquista muçulmana da região no século VII d.C..

## Escrita
A língua usa o alfabeto perso-árabe com 32 letras.

## Fonologia

### Consoantes
Kumzari tem 19 consoante, e todas menos três (ʔ, ʁ, ɦ) também existem como geminadas 
|                    | Bilabial | Labiodental | Alveolar | Velar alveolar | Palato-alveolar1 | Palatal | Velar | Uvular | Faringeal | Glotal |
| ------------------ | -------- | ----------- | -------- | -------------- | ---------------- | ------- | ----- | ------ | --------- | ------ |
| Oclusiva/ Africada | p b      |             | t d      | tˠ dˠ          | tʃ dʒ            |         | k g   | q      |           | ʔ      |
| Fricativa          |          | f           | s z      | sˠ zˠ          | ʃ                |         |       | χ ʁ    | ħ         | ɦ      |
| Nasal              | m        |             | n        |                |                  |         |       |        |           |        |
| Aproximante        | w        |             | l ɻ      | lˠ             |                  | j       |       |        |           |        |

1 van der Wal usa o termo alveo-palatal para descrever essas consoantes, usando símbolos “alpha”” IPA para  consoante palato-alveolar em vez de consoante alvéolo-palatal.

### Vogais
Kumzari tem uma distinção de extensão em suas vogais, com cinco vogais longas e três vogais curtas. Vogais nunca ocorrem em hiatos diretos; em vez disso, eles são separados por uma semivogal como /j/ ou /w/, ou uma oclusiva glotal (/ʔ/).
|                   | Anterior | Central | Posterior |
| ----------------- | -------- | ------- | --------- |
| Fechada           | iː       |         | uː        |
| Meio fechada      | ɪ        |         | ʊ         |
| Meio aberta curta |          | ɐ       |           |
| Aberta longa      |          | aː      |           |

## Amostra de texto
قصتی مآمی حکآیتی تیسکن یعنی. رفت ﻭآحد مردکیه حبوﻭآ یی رﻭکی آ حبو ﻭآ یی. مآم یی مرسی بپ یی مرسی یعنی روکی نه حبو ﻭآ یی. سآتی ﻭآ یی آرضی آرضی ﻭآ یی یعنی.
Transliteração
Qiṣṣite māme ḥakāyite tīskan yaʔnī. Raft wāḥid mardkeā ḥubbo wā ye roke ā ḥubbo wā ye. Mām ye murse bap ye murse yaʔnī roke na ḥubbo wā ye. Sāte wā ye arḍe arḍe wā ye yaʔnī.
Português
A story great to tell. That is to say, a tale. There was a certain man who had a grandmother. That boy, he had a grandmother. His mother had died. His father had died. But that boy had a grandmother. Now, some property was in his possession. That is, he had a plot of land.

## =Notas
1. ↑  Frye, Richard Nelson (1984). The History of Ancient Iran, Part 3, Volume 7. [S.l.: s.n.] ISBN 9783406093975
2. ↑  Anonby, Erik John. 2013. “Stress-induced Vowel Lengthening and Harmonization in Kumzari.” Uppsala Universitet 61:4. um:nbn:se:uu:diva-203439
3. ↑  "Anonby & Yousefian 2011">Anonby, Erik & Pakzad Yousefian. 2011. “Adaptive Multilinguals: A Survey of Language on Larak Island.” Studia Iranica Upsaliensia 16: http://www.diva-portal.org/smash/get/diva2:458175/FULLTEXT01.pdf
4. ↑  van der Wal, Anonby C. A. (22 de abril de 2015). A grammar of Kumzari: a mixed Perso-Arabian language of Oman. Leiden, Netherlands: Centre for Linguistics (LUCL), Faculty of Humanities, Leiden University

## Lígações externas
- http://www.endangeredlanguages.com/lang/zum
- Audio presentation on Kumzari oral traditions
- Kumzar's Last Stand
- Rare language also under threat in Straits of Hormuz
- Traditional Marriage in Oman: Kumzari Traditional Marriage
- Kumzari em Ethnologue
- Kumzari em Endangerd cLanguages
- Kumzari em Academia.edu
- Kumzari em Omniglot.com